# Franck Bauer
Pour les articles homonymes, voir Bauer.
Franck Bauer est un animateur de radio, musicien de jazz, haut fonctionnaire et universitaire français, né le 2 juillet 1918 à Troyes (Aube) et mort le 6 avril 2018 au Cateau-Cambrésis (Nord). Il fut le dernier speaker de Radio Londres.

## Biographie
Franck Bauer naît le 2 juillet 1918 à Troyes. D'origine alsacienne, il est le fils de Jacques Bauer, architecte des monuments historiques, et de Marguerite Duprat. Après avoir fait ses classes au lycée de Troyes et au collège de Provins, il est admis à l'École nationale des Beaux-Arts. Il obtient ensuite le certificat de droit.
En 1933, à l'âge de 15 ans, un voyage scolaire dans l'Allemagne nazie lui donne l'intuition qu'« on va avoir la guerre, [qu']on va la perdre. »
Lors de l'exposition universelle de 1937 à Paris, il est embauché, un seul jour durant, comme assistant de l'architecte Albert Speer sur le chantier du pavillon de l'Allemagne, avant que son père ne lui intime l'ordre de cesser de travailler pour les Allemands.

### Seconde Guerre mondiale
Après l'armistice du 22 juin 1940, il traverse la France à vélo avec sa sœur Denise, mais celle-ci, blessée à un genou, se réfugie dans un presbytère. Il arrive donc seul à Bordeaux puis s'embarque le 23 au Verdon-sur-Mer pour le Royaume-Uni sur le paquebot polonais Jean-Sobieski, sous le bombardement de la Luftwaffe qui rate de peu le navire chargé de soldats polonais et britanniques. Il débarque à Liverpool et, le 4 juillet, s'engage dans les Forces françaises libres (FFL).
Il est envoyé dans les Cornouailles auprès des pêcheurs bretons ralliés à la France libre, puis prend part à deux missions en territoire français occupé et sur l'île de Sein.
Il est ensuite envoyé comme espion aux États-Unis, afin de prévenir tout complot contre les troupes marines de l'amiral Muselier[pas clair].
Un soir, alors qu'il joue du piano jazz dans un club de Londres, Jean Oberlé lui demande d'accompagner son chant. Plus tard, il l'invite à rejoindre Radio Londres. Il est détaché des FFL par Maurice Schumann, et il intègre en 1941 l'équipe de l'émission Les Français parlent aux Français. Il en devient le speaker, après avoir passé des tests avec Michel Saint-Denis, dit Jacques Duschesne.
À Londres, il rencontre Stéphane Grappelli et joue avec l'aviateur René Mouchotte au piano, dans une boîte de nuit proche des locaux de la BBC. À partir de janvier 1942, il anime parallèlement sa propre émission de jazz, Radio Swing Club. Il est aussi reporter de guerre pour Les Nouvelles du matin puis correspondant de l'AFP.
Il prononce 517 fois la phrase « Ici Londres, les Français parlent aux Français ».

### Après-guerre
Franck Bauer est chef de cabinet de Pierre Bourdan, ministre de la Jeunesse, des Arts et des lettres, chargé de l'Information dans le gouvernement Ramadier (1947), et conseiller d'Eugène Claudius-Petit, ministre de la Reconstruction dans différents gouvernements successifs (1948-1953). Il est encore secrétaire général de la Comédie-Française, sous l'administration de Pierre-Aimé Touchard (1947-1953).
Il est commissaire de l'exposition universelle de 1967, professeur à l'université Paris-Sorbonne et fonde le premier cabinet de relations publiques français,.
Le 18 juin 2009, lors de la célébration du 69e anniversaire de l'appel du général de Gaulle, il dévoile la plaque commémorant Radio Londres, scellée sur le parvis de la mairie du 15e arrondissement de Paris.[pertinence contestée] L’année suivante, il accompagne Nicolas Sarkozy à Londres à l'occasion du 70e anniversaire de l'appel du 18 juin.
Il meurt le 6 avril 2018, à l'âge de 99 ans, à l'hôpital du Cateau-Cambrésis (Nord).

### Famille
Il a deux fils, Cédric et l'auteur-compositeur-interprète et guitariste Axel Bauer. Il est également le grand père du participant au télé crochet The Voice : Jim Bauer.
En 2019, la Ville de Paris nomme le square Franck-Bauer en sa mémoire.

## Décorations
- Officier de la Légion d'honneur[12]
- Officier de l'ordre national du Mérite
- Médaille de la Résistance française
- Commandeur de l'ordre des Arts et des Lettres (2010)[13]

## Publications
- Le Théâtre incarné : études en hommage à Monique Dubar  (textes réunis par Franck Bauer et Guy Ducrey), Villeneuve-d'Ascq, université Lille III, coll. « UL 3 », 2003, 270 p. (ISBN 2-84467-048-2)
- Franck Bauer, 40 à Londres : l'espion qui venait du jazz, Paris, Bayard, 2004, 479 p. (ISBN 2-227-47311-8)

### Article de presse
- Antoine Flandrin, « Franck Bauer, Résistant », Le Monde, 22-23 avril 2018, p. 21.

### Filmographie
- Philippe Rouquier (réal. ; ill. Floc'h), Little big Bauer, 2013
- Les Oiseaux de Proie, Jean-Louis Cros, 1980, Grand Prix du Club 16.